# Lance Pugh
Pour les articles homonymes, voir Pugh.
Lance Pugh (né en 1919) est un coureur cycliste canadien. Il participe à trois épreuves aux jeux olympiques de 1948.